# Отшелничество
Отшелничество, анахоретство – аскетическо отречение поради различни убеждения от цивилния живот с максимално ограничение от външни връзки и усамотен живот в пустинни места. Подобно значение на отшелник и пустинник имат и думите еремит / хермит (на старогръцки: ἐρημίτης).
Отшелничеството като спорадично явление е съществувало в религиите на Индия, Китай, Япония и други страни от Изтока (юдаизъм, ислям, будизъм, даоизъм и др.). В разни периоди са съществували следните типове нехристиянски монашески начини на живот: отшелници на Серапис в Египет; аскети будисти; есеи, живели подобно на монасите при Червено море примерно 150 пр.н.е.; юдейските аскети, наричани терапевти, живели недалеч от Александрия; гностици неоплатоници; аскети привърженици на бога Митра.

## Отшелничество в християнството
В християнството, както и в другите религии, отшелничеството е разпространена форма на метод за самоусъвършенстване и досег с Бога. Свои предшественици първите християнски отшелници считали пророк Илия и Йоан Кръстител. Първообраз на християнското отшелничество също служило 40-дневното уединение на Иисус Христос в пустинята, упоменато в Евангелията.
В християнския свят думата „отшелник“ е еднозначна с „анахорет“, въпреки че в началото тези две понятия се свързвали с мястото на обитаване на отшелника – анахоретът използва килия в храм или в близост до човешко поселение, а отшелникът пустинник се усамотявал далеч от цивилизацията. Отшелничеството в християнството е известно от III век и било свързано както с преследваните първохристияни от страна на римските императори, така и с християнската идея за греховност на света и спасителният отказ от неговите съблазни. Пръв от известните християнски отшелници (анахорети) бил Павел от Тива, който отишъл в пустинята, за да се спаси от преследванията на християните от страна на император Деций Траян.
Пример за пустиножителство е животът на Антоний Велики, избрал уединение на 19-годишна възраст и починал през 356 г. на 105 години. Около него се събират няколко ученика, привлечени от строгостта на водения живот и ценните съвети които им давал.
Постепенно пустиножителството прониква и на други територии. Свети Амоний Велики († 350) в денят на бракосъчетанието си уговорил жената, за която се женел, да дадат обет за целомъдрие и така заминали в Нитрийската пустиня, където основали монашеска колония. Нямали общ устав и всеки отшелник сам определял своя начин на живот, но в съботите и неделите се събирали заедно на богослужение и наставления.
В Скитската пустиня, простираща се южно от Нитрийската, живял в още по-строго уединение Макарий Египетски († 391) със своите ученици. Почти по същото време в местността, наречена „Отшелнически килии“ (пустиня на западния бряг на Нил), се установил със своите последователи Макарий Александрийски († 394). Към тази колония се присъединил и Евагрий Понтийски, останал в нея до смъртта си през 399 година. В този период в Килиите живял и преподобният Доротей Египетски. Аскетизмът практикуван от него бил невероятно суров, а някои негови елементи днес се оценяват като мазохистични.
Египетските пустинници оказали огромно влияние върху сирийските отшелници, които довели аскезата до крайност. Те отричали всякаква дисциплина, предпочитали странстващия начин на живот в диви и пустинни местности, отказали се напълно от ръчния труд, посвещавайки животът си единствено на молитви и медитационно съзерцание. Думите на ранните отшелници в Египет са събрани в антологии, които се наричат Apophthegmata Patrum.
В Палестина напротив – аскетите водели почти неподвижен начин на живот по свети места, за да имат защита и извършват богослужение. През четвърти век техните редици се попълнили от значителен брой поклонници, били посещавани също от св. Йероним Софроний, св. Павел Тивейски и Йоан Касиан.
Така, зародилото се в египетската пустиня към края на IV в. отшелничеството се разпространило в Палестина, Кападокия, Армения, а по-късно в Галия, Испания и Италия. Постепенно в резултата на стремежа на аскетически настроените християни към по-съвършен начин на живот, отшелничеството се превърнало в един от най-важните църковни институции – монашеството. Впоследствие отшелничеството изчезнало в западното християнство, но се съхранило в източното.
Най-важен източник на информация за пустиножителството служи Житието на св. Антоний, написано от св. Афанасий Александрийски в 357 г. Друг източник е Apophthegmata Patrum или мисли на известни отшелници. По-късния монашески период е описан в Historia monachorum in Aegypto, за периода от края на четвърти век описан от Паладий Еленополски († 431) в Historia Lausaica (История Лавсаика), за монашеския живот в Египет, Палестина, Сирия и Мала Азия.
Един от ранните и известни примери на отшелничество в пустинята е житието на света Мария Египетска] († 522), написано от Софроний Йерусалимски.
В православието отшелничеството е форма на монашески, „скитнически“ или „пустинен“ начин на живот, уединение, което освен общите условия може да съдържа допълнителни аскетически обети (например, усилена молитва, строго постене, задължително мълчание).